# Boeing C-97 Stratofreighter
Boeing C-97 Stratofreighter là một loại máy bay chở hàng quân sự hạng nặng tầm xa của Hoa Kỳ, nó được thiết kế dựa trên máy bay ném bom B-29.

## Biến thể

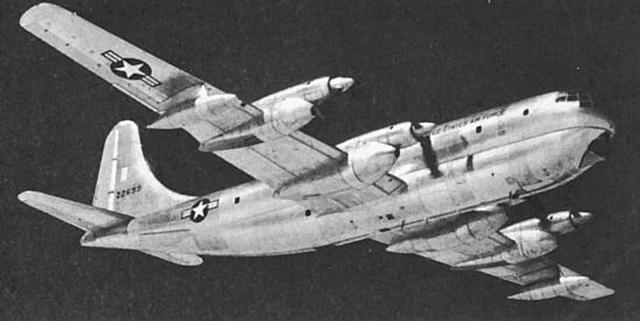
YC-97J

XC-97
YC-97
YC-97A
YC-97B
C-97A
KC-97A
C-97C
VC-97D
C-97E
KC-97E
C-97F
KC-97F
C-97G
KC-97G
GKC-97G
JKC-97G
HC-97G
KC-97H
YC-97J
KC-97L

## Quốc gia sử dụng

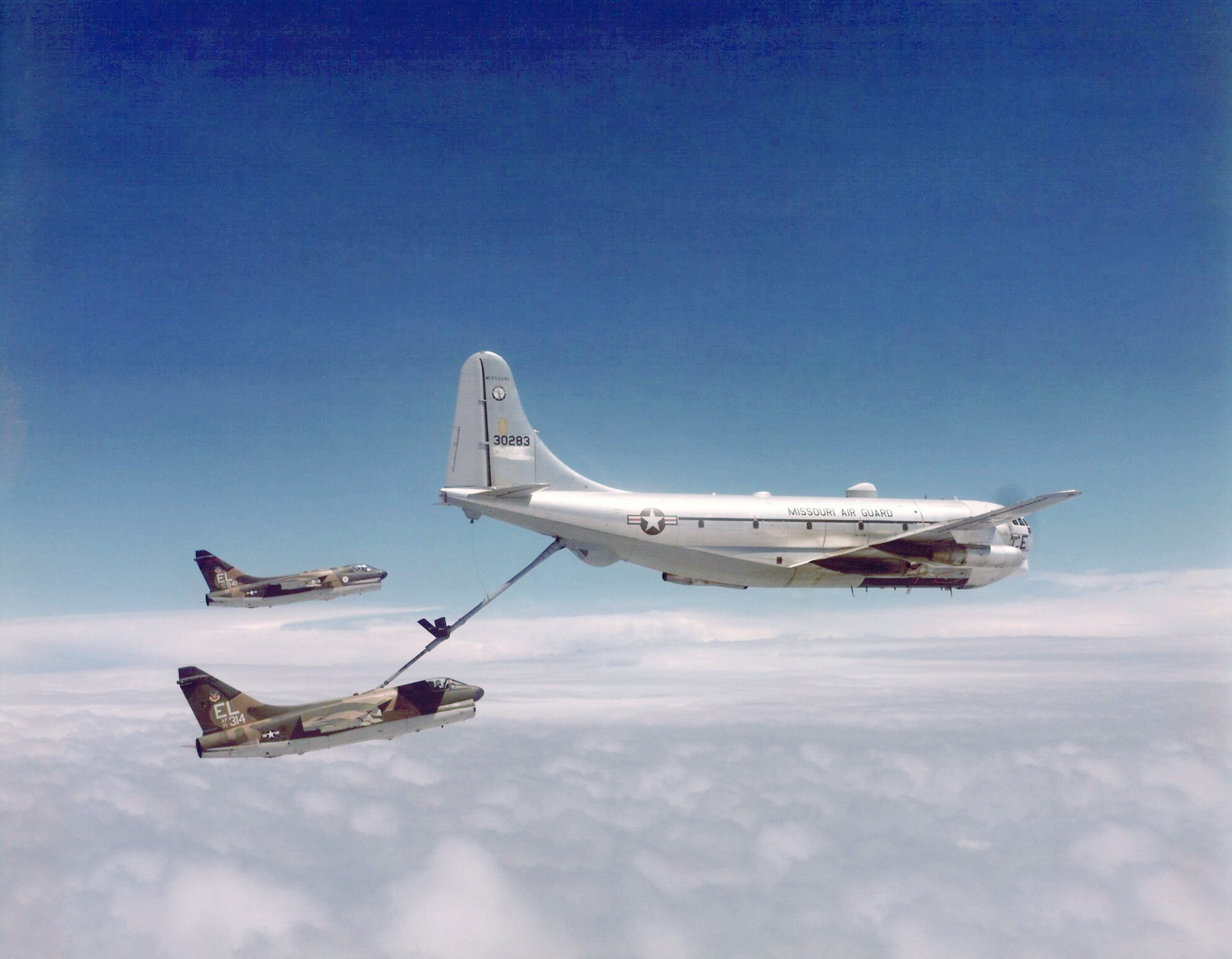
KC-97L thuộc đơn vị ARS 108

### Quân sự
Israel
- Không quân Israel

 Tây Ban Nha
- Không quân Tây Ban Nha

 Hoa Kỳ
- Không quân Hoa Kỳ

### Dân sự
- Balair
- Berlin Airlift Historical Foundation[1]
- Hawkins & Powers Aviation
- Zantop Air Transport

## Tính năng kỹ chiến thuật (C-97)
Dữ liệu lấy từ Boeing C-97 Stratofreighter
Đặc điểm tổng quát
- Kíp lái: 4
- Sức chứa: 

  - 134 lính hoặc
  - 69 cáng cứu thương hoặc
  - thiết bị chở nhiên liệu
- Chiều dài: 110 ft 4 in (33,7 m)
- Sải cánh: 141 ft 3 in (43,1 m)
- Chiều cao: 38 ft 3 in (11,7 m)
- Diện tích cánh: 1.734 ft² (161,1 m²)
- Trọng lượng rỗng: 82.500 lb (37.410 kg)
- Trọng lượng có tải: 120.000 lb (54.420 kg)
- Trọng tải có ích: 37.500 lb (17.010 kg)
- Trọng lượng cất cánh tối đa: 175.000 lb (79.370 kg)
- Động cơ: 4 × Pratt & Whitney R-4360B Wasp Major, 3.500 hp (2.610 kW)  mỗi chiếc

 Hiệu suất bay 
- Vận tốc cực đại: 375 mph (603 km/h)
- Vận tốc hành trình: 260 knot (300 mph, 482 km/h)
- Tầm bay: 4.949 nm (4.300 mi, 6.920 km)
- Tầm bay chuyển sân: 5.000 nm (5.760 mi, 9.270 km)
- Trần bay: 35.000 ft (10.670 m)
- Tải trên cánh: 69,2 lb/ft² (337,8 kg/m²)
- Công suất/trọng lượng: 0,117 hp/lb (192 W/kg)